# Go-Uda
L'empereur Go-Uda (後宇多天皇, Go-Uda Tennō, 17 décembre 1267 – 16 juillet 1324) est le 91e Empereur du Japon, selon l'ordre traditionnel de la succession, et a régné du 6 mars 1274 au 27 novembre 1287.
Son nom personnel était Yohito  (世仁). Son nom posthume lui a été donné en mémoire de celui de l'empereur Uda (on peut traduire le préfixe Go-, 後, par « postérieur », ce qui donne donc « Empereur Uda postérieur ».)

## Généalogie
Go-Uda était le second fils de l'empereur Kameyama et appartenait donc à la lignée Daikakuji-tō. Sa mère était Fujiwara (Toin) no Kisshi (Kyogoku In). Il eut plusieurs enfants, dont les futurs empereurs Go-Nijō et Go-Daigo.
Impératrice et Consorts :
- Princesse Reishi °1270 †1327 ; fille de l'empereur Go-Fukakusa et de Fujiwara (Saionji) no Koshi (Higashinijo In) ; impératrice ; titrée Yugimon In en 1298

- Minamoto no Kishi, °1269 †1355 ; fille de Minamoto (Horikawa) no Tomomori ; titrée Higashi no Onkara ; titrée Seikamon In en 1308 ; mère de :
  - Premier fils : Prince Kunihari °1285 (empereur Go-Nijō)

- Fujiwara no Chushi °1268 †1319 ; fille de Fujiwara no Tadatsugu ; adoptée par Fujiwara no Morotsugu ; titrée Chunagon no Suke ; impératrice honoraire en 1301 ; titrée dantemmon In en 1318 ; mère de :
  - Première fille : Princesse Shoshi °1286 †1348 ; princesse Vestale d'Ise ; titrée Tatchimon In ; élevée au rang d'impératrice par son frère Go-Daigo
  - Second fils : Prince Takaharu °1288 (empereur Go-Daigo)
  - Troisième fils : Prince ; moine bouddhiste
  - Quatrième fils : Prince Shoen °1294 +1347 ; abbé du Daikafuji

- Princesse Rinshi °1265 ; fille du prince Munetaka et d'une fille de Fujiwara (Konoe) no Kanetsune ; dame de la Cour ; mère de :
  - Seconde fille : Princesse Baishi, mariée Prince Kuninaga, son neveu, fils aîné de l'empereur Go Nijo (°1300 †1326) ; nonne en 1326 ; titrée Shumeimon In en 1331

- Princesse Zuishi °1272 †1329, fille du Prince Munetaka et d'une fille de Fujiwara (Konoe) no Kanetsune ; adoptée par l'empereur Kameyama ; dame de la Cour ; titrée Eikamon In en 1302 ; titrée impératrice honoraire ; nonne en 1324

- Fujiwara no Kyokushi ° 1268 †1338 ; fille de Fujiwara no Sanetsune ; titrée Banshumon In en 1320 ; titrée impératrice honoraire en 1320

## Biographie

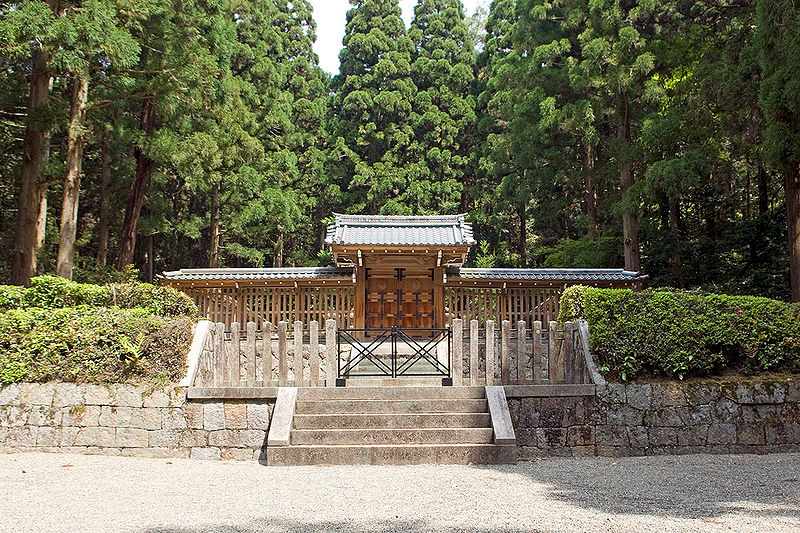
Entrée du mausolée de l'empereur Go-Uda à Kyōto.

Le futur Go-Uda devient prince héritier en 1268, grâce à la volonté de son grand-père l'empereur retiré Go-Saga. Deux ans après la mort de ce dernier, en 1304, Kameyama abdique en faveur de Go-Uda et entame son règne d'empereur retiré.
Durant le règne de Go-Uda, les Mongols de la dynastie Yuan (Chine) et de Koryŏ (Corée) tentent à deux reprises d'envahir le Japon, en 1274 et 1281, repoussés à chaque fois par un typhon connu sous le nom de kamikaze (神風).
En 1287, l'empereur retiré Go-Fukakusa, mécontent du fait que sa propre lignée, le Jimyōin-tō, soit écartée du trône en faveur de celle de son jeune frère Kameyama, parvient à persuader à la fois le bakufu et la cour impériale de forcer l'empereur Go-Uda à abdiquer en faveur du fils de Go-Uda, l'empereur Fushimi.
Après cela, la lutte pour le trône impérial entre les lignées Jimyōin-tō et Daikakuji-tō continue, le contrôle du trône alternant entre les deux lignées. La lignée de Go-Uda contrôle le trône de 1301 à 1308 sous le règne de Go-Nijō, puis à nouveau de 1318 jusqu'au début de l'époque Nanboku-chō (époque des cours Nord et Sud), où ils deviennent la Cour du Sud, jusqu'en 1392.
Go-Uda est empereur retiré durant le règne de son fils Go-Nijō, de 1301 à 1308, puis du début du règne de son second fils Go-Daigo en 1318, jusqu'en 1321, quand Go-Daigo commence à régner directement.

## Èresde son règne
- Ère Bun'ei
- Ère Kenji
- Ère Kōan